# Yquelon
Yquelon település Franciaországban, Manche megyében. Lakosainak száma 1186 fő (2022. január 1.). Yquelon Longueville, Anctoville-sur-Boscq, Donville-les-Bains, Granville és Saint-Planchers községekkel határos.

## Népesség
A település népessége az elmúlt években az alábbi módon változott:
| Lakosok száma | 426  | 674  | 718  | 982  | 1044 | 1063 | 1091 | 1135 | 1151 | 1186 |
|               | 1968 | 1982 | 1990 | 2006 | 2013 | 2015 | 2017 | 2019 | 2020 | 2022 |